# Stabat Mater (Tůma)
Stabat Mater dolorosa je středověký latinský hymnus, který za dobu jeho existence zhudebnilo mnoho set skladatelů, mezi nimi i český skladatel František Ignác Antonín Tůma (1704 – 1774), a to přibližně někdy kolem roku 1750. Skladba je napsána pro čtyři sólisty (soprán, alt, tenor, bas) a čtyřhlasý sbor (soprán, alt, tenor, bas) s doprovodem generálního basu.

## Části
| pořadí | tempo           | předznamenání | takt       | sloky hymnu | sólisté    |
| ------ | --------------- | ------------- | ---------- | ----------- | ---------- |
| 1      | Affetuoso       | ♭♭            | alla breve | 1 – 2       |            |
| 2      | Adagio          | ♭             | 3/4        | 3 – 4       | S, A, T, B |
| 3      | Andante         | ♭             | alla breve | 5 – 6       |            |
| 4      | Vivace, Andante | ♭♭            | alla breve | 7           |            |
| 5      | Adagio          | ♭♭♭           | 2/2        | 8           |            |
| 6      | Andante         | ♭♭♭           | 3/4        | 9 – 10      |            |
| 7      | Un poco Adagio  | ♭♭♭           | alla breve | 11 – 12     |            |
| 8      | Larghetto       | ♭♭♭♭          | 3/2        | 13 – 14     |            |
| 9      | Lento           | ♭♭♭           | alla breve | 15 – 18     | S, A, T, B |
| 10     | Lento           | ♭♭            | alla breve | 19          |            |
| 11     | Andante         | ♭♭            | alla breve | 20          |            |

## Nahrávky
- Accent ACC 95108 D: Frantisek Tuma: Miserere Dei Meus - Stabat Mater
  - Nosič: CD
  - Orchestr: Currende
  - Sbor: Currende
  - Dirigent: Erik van Nevel
  - Místo nahrávky: Zentrum Bovendonck, Hoeven, Nizozemí
  - Rok nahrávky: březen 1995
- Mitra Cd 16 290: Stabat Mater
  - Nosič: CD
  - Orchestr:
  - Sbor: Figural Chor Köln
  - Dirigent: Richard Mailänder
  - Místo nahrávky: kostel sv. Martina, Euskirchen-Kirchheim, Německo
  - Rok nahrávky: červenec 1995

## Sesterské projekty
- Latinský text na Wikisource
- Výzkum, probíhající na české Wikiverzitě beta: zpracování hymnu českými skladateli Archivováno 12. 3. 2008 na Wayback Machine.